# Association d'arts de Hambourg
 (mai 2018).
Si vous disposez d'ouvrages ou d'articles de référence ou si vous connaissez des sites web de qualité traitant du thème abordé ici, merci de compléter l'article en donnant les références utiles à sa vérifiabilité et en les liant à la section « Notes et références ».

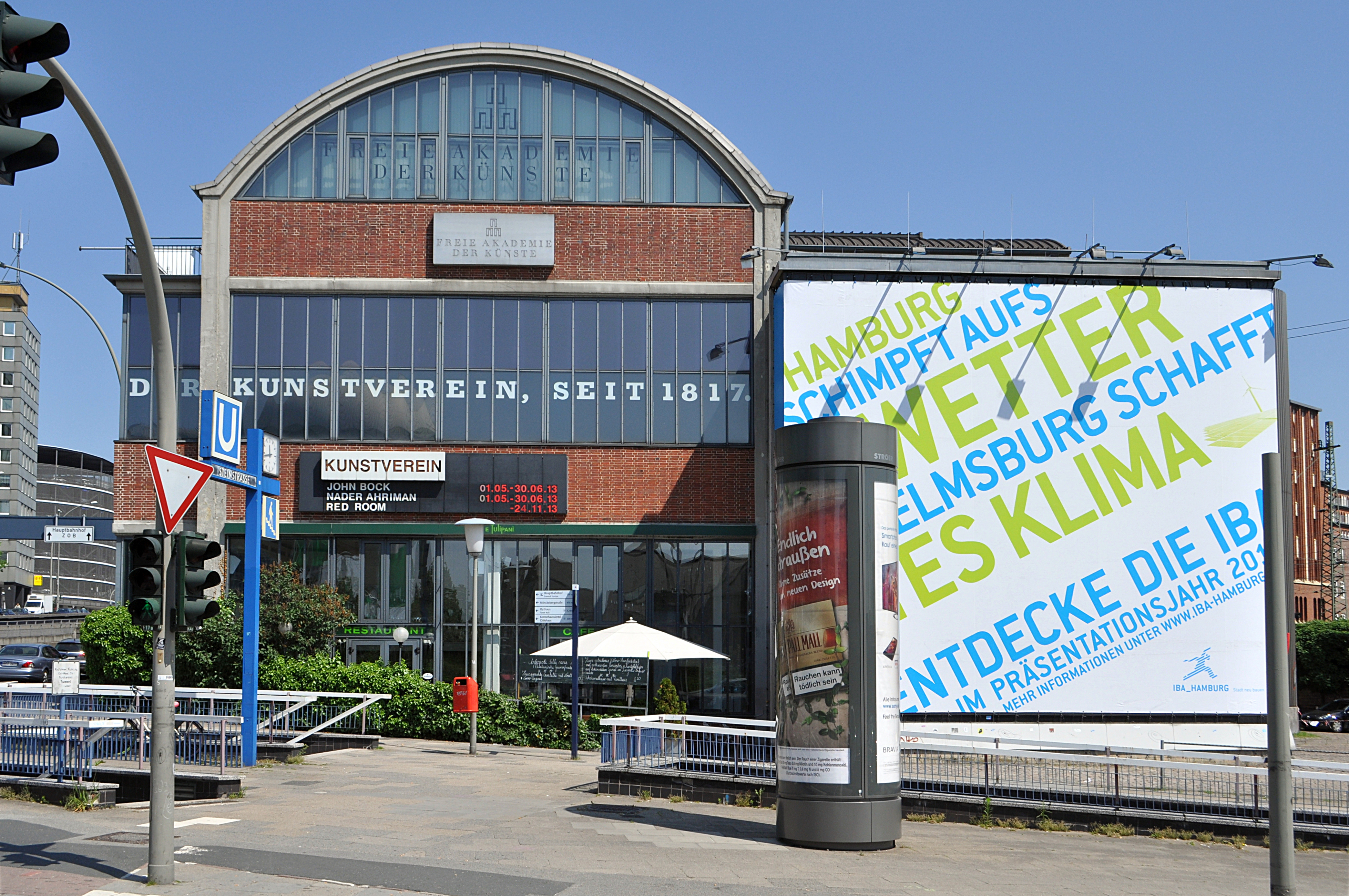
Le siège de l'Association d'Arts de Hambourg est au Klosterwall depuis 1993.

L'Association d'arts de Hambourg, en allemand Kunstverein in Hamburg, est une association à but non lucratif, consacrée à la promotion de l'Art contemporain. Fondée en 1817 à Hambourg, elle fait partie des plus anciennes associations artistiques de l'Allemagne et compte presque 1 900 membres.

## Histoire

### Création (1817-1825)
En 1817, dix-neuf membres de l'association Patriotique, vétérans de la campagne d'Allemagne (1813) se sont réunis dans la Maison du Hamburgeois Mettlerkamp chaque semaine en hiver, pour organiser des soirées de discussion. Ce n'est qu'en 1822 qu'ils se décidèrent à créer officiellement l'association artistique.
« § 1 Der Zweck des Kunstvereins ist die mehrteilige Mittheilung über bildende Kunst. »
— Erste Verfassung des Kunstvereins in Hamburg, Première Constitution de l'Association d'Arts de Hambourg

« § 1 L'objectif de l'Association d'Arts est la transmission en plusieurs parties des Beaux Arts »
— Première Constitution de l'Association d'Arts de Hambourg
C'était la diffusion périodique de nouveautés sur l'Art qui était sous-entendue par « mehrteilige Mittheilung ».
Au sein des trente membres fondateurs se trouvaient entre autres, à côté de Mettlerkamp, les Juristes August Abendroth et Adolph Halle, le peintre Siegfried Bendixen, le marchand et futur auteur d'un ouvrage de référence sur les pièces de monnaie et des médailles hambourgeoises Otto Christian Gaedechens, le peintre Henri Joachim Herterich et le lithographe Jean Michael Speckter, qui fondèrent plus tard un établissement de lithographie, le courtier d'assurances Nicolaus Hudtwalcker, le médecin Nicolas Heinrich Julius, l'historien Johann Martin Lappenberg, les architectes Alexis de Chateauneuf et Carl Ludwig Wimmel, l'écrivain et diplomate Johann Georg Rist, le diplomate Karl Sieveking, ainsi que d'autres commerçants, architectes et artistes. 
La direction fut reprise par un marchand d'art, Georg Ernst Harzen, qui avait son affaire au 48 Johannisstraße, à proximité de la Bourse, où la société des beaux-arts fut finalement déplacée en 1822.

### Les premières activités, la fusion et la révolution de mars (1826-1849)
La première exposition de l'association artistique a lieu en 1826 sur proposition du peintre Bendixen, dans la maison de Châteauneuf, construite au croisement de l'ABC-Straße (de) et de Fuhlentwiete. Des tableaux, réalisés principalement par des peintres allemands comme Georg Friedrich Kersting et Caspar David Friedrich, pouvaient être admirés. En 1836, les membres de l'association prirent la décision de constituer une collection d'art. Pour ce faire, des œuvres anciennes furent acquises par les moyens de l'association, mais la collection s'est surtout enrichie grâce à des donations et des legs. C'est ainsi que le tableau Die Hülsenbeckschen Kinder (Les enfants de Hülsenbeck) de Philipp Otto Runge intégra la collection. À partir de 1834, l'association des peintres hambourgeois de 1832 exposait également ses œuvres dans leur hall d'exposition.
En 1848, l'association artistique s'associa au Club de Tirage au Sort de Hambourg créé en 1826, qui faisait l'acquisition d’œuvres en organisant des loteries, nouvellement baptisé Kunstverein in Hambourg. L'association dénombrait après la fusion, 467 membres, dont 30 femmes. Influencée par les Idées de la Révolution de mars, l'adhésion était libre ; les décisions étaient prises de manière démocratique par une assemblée délibérante. Le premier président de l'association en 1849, à la suite de la fusion était Christian Petersen, professeur de philologie classique à l'Akademischen Gymnasium (Lycée Académique).

### De la Restauration à la république de Weimar, en passant par l'Empire (1850-1932)

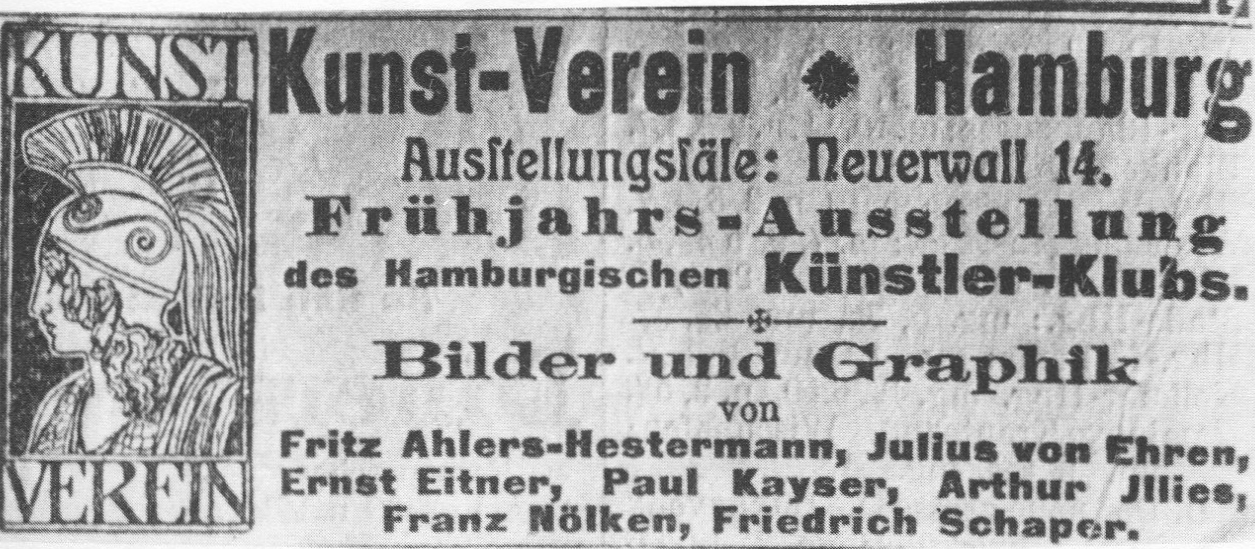
Affiche d'exposition du Kunstverein de Hambourg, 1907

En 1899, l'Association emménage dans un nouvel espace d'exposition, le Neuer Wall, dans lequel, ils organisèrent conjointement avec la collection de l'activité artistique, le futur Musée des Arts et métiers de Hambourg. À partir de 1922, des expositions annuelles ont lieu par le groupe fondé en 1919,  la Hamburgische Sezession . 
De 1929 à 1930, est créé un bâtiment pour l'association et les expositions, d'après des dessins de l'architecte hambourgeois Karl Schneider, par la transformation de l'ancienne maison privée dans la Neue Rabenstraße. Grâce à l'auvent de la cour du jardin, une salle à l'éclairage de plafond a été créée au rez-de-chaussée d'une surface d'exposition de 12 × 28 m2. Sur les trois étages supérieurs de surfaces plus réduites se trouvait un autre espace d'exposition, de la place pour une bibliothèque, les locaux de l'association et une loge pour le concierge. Les coûts de construction s'élevant à 120 000 Mark ont été portés pour un tiers par le Kunstverein, les deux tiers restant par la ville de Hambourg . En 1930, le directeur du Kunstverein Hildebrand Gurlitt a été congédié par le Musée de Zwickau, en raison de sa conception moderne de l'Art. Il a montré, entre autres, de Neue Englische Kunst: Austellung von Plastik und Malerei (Le nouvel art anglais : Exposition de sculptures et de peintures) (1932).

### Au temps du national-socialisme (1933-1945)
Après la prise du pouvoir par les nationaux-socialistes, en 1933, la 11e exposition de la Sécession fut fermée par la police, le comité directeur fut réorganisé et Gurlitt fut renvoyé. À cela s'ajouta ensuite une mise au pas du programme. En 1936, il y eut une fermeture forcée des expositions : le chef de la Chambre de la culture du Reich, Adolf Ziegler, est venu en personne à Hambourg, pour interdire l'exposition de l'union des artistes allemands Malerei und Plastik in Deutschland 1936 organisée par Heinrich Stegemann. Il était alors possible de voir les œuvres de Barlach, Beckmann, Dix, Feininger, Kirchner, Munch, Nolde et Schmidt-Rottluff. La plupart des artistes avaient eux-mêmes été mis en difficulté par le régime. Ziegler dissolut l'association des artistes à la suite de sa quatrième visite avec la remarque suivante : 
« Der grösste Teil der ausgestellten Werke ist Kunst der Verfallszeit. »
« La grande partie des oeuvres exposées font partie de l'art de la décadence. »
  La même année, les représentants du Kunstverein Hans-Harder Biermann-Ratjen ainsi que le secrétaire général, l'historien de l'art Friedrich Muthmann furent.
Adolf Ziegler fit le nécessaire pour organiser la vente du bâtiment de l'organisation dans la Neue Rabenstraße. En 1937 a lieu la vente judiciaire du bâtiment qui fut par la suite occupé par une banque. Le Kunstverein revint alors dans les locaux de la Kunsthalle de Hambourg. Stegemann devait se soumettre à une procédure du corps de métier appelée « Ehrengericht » (court d'honneur), étant organisateur des expositions incriminées. En tout, quatre tentatives de reconstruction de cette exposition artistique allemande qui témoigne après la Seconde Guerre Mondiale de son importance dans l'histoire artistique : en 1964 dans l'Académie des arts de Berlin, en 1986 dans le Rheinisches Landesmuseum Bonn, en 1996 à nouveau à Berlin et en 2016 dans la bibliothèque d'État et universitaire d'Hambourg (de). Après l'appel à la Guerre totale et l'Opération Gomorrhe, le Kunstverein fut fermé par arrêt des autorités en 1944.

### De l'Après-guerre, jusqu'à son déménagement dans la Maison actuelle (1945-1993)
En 1945 a lieu la refondation du Kunstverein avec le statut d'avant 1933. L'association comptait 471 membres, aucune salle d'exposition et aucun accès aux comptes de l'association. En 1946 a lieu la première exposition d'après guerre dans les salles de la Kunstalle. À la porte de Ferdinand, à l'est du pont de Lombard, le Kunstverein décida de construire le bâtiment de leur association en 1963. Grâce aux généreuses subventions étatiques, le Kunstverein accèdent à de plus grands espaces d'exposition et ses membres atteignent momentanément le nombre de 4 000. Le directeur artistique, Uwe M. Schneede, fut à partir de 1973 le chef de la salle d'exposition. C'est sous sa direction que le Kunstverein commença un virage politique qui dure jusqu'à ce jour : Schneede présente l'art Réalisme socialiste de la RDA. Il est ensuite remplacé en 1985 par Karl-Egon Vester, qui mourut encore dans l'exercice de ses fonctions en 1988. Son successeur fut Jürgen Schweinebraden (1989-1992). Il y eut également d'autres chefs d'exposition comme Jean Dubuffet, Maria Lassning, Felix Droese, Robert Filliou, Fritz Schwegler, Duane Hanson, Roberto Longo et aussi  bien des directeurs d'exposition thématiques. Le bâtiment, porte de Ferdinand, fut démoli en 1991, afin de faire de la place pour la Galerie du Présent terminée de 1995, et le Kunstverein s'installa temporairement aux Deichtorhallen.

### Du déménagement au Klosterwall jusqu'à aujourd'hui
En 1992  Stephan Schmidt-Wulffen devint directeur du Kunstverein et entra en fonction jusqu'en 2000. Après le récent déménagement dans leur quartier transitoire Admiralitätsstraße, l'association s'installe dans le bâtiment actuel du Klosterwall.La première exposition dans la nouvelle maison était « Backstage » avec les 25 jeunes artistes venus d'Europe et des États-Unis. De 2001 à 2008, Yilmaz Dziewior fut le directeur de l'association. Puis Florian Waldvogel pris sa suite de 2009 à 2013. La nouvelle directrice est depuis janvier 2014 Bettina Steinbrügge, première femme à la tête de l'institution, qui était curatrice de la 21er Haus à Vienne. Le Kunstverein in Hamburg est membre de l'Arbeitsgemeinschaft Deutscher Kunstvereine.

## Bâtiment

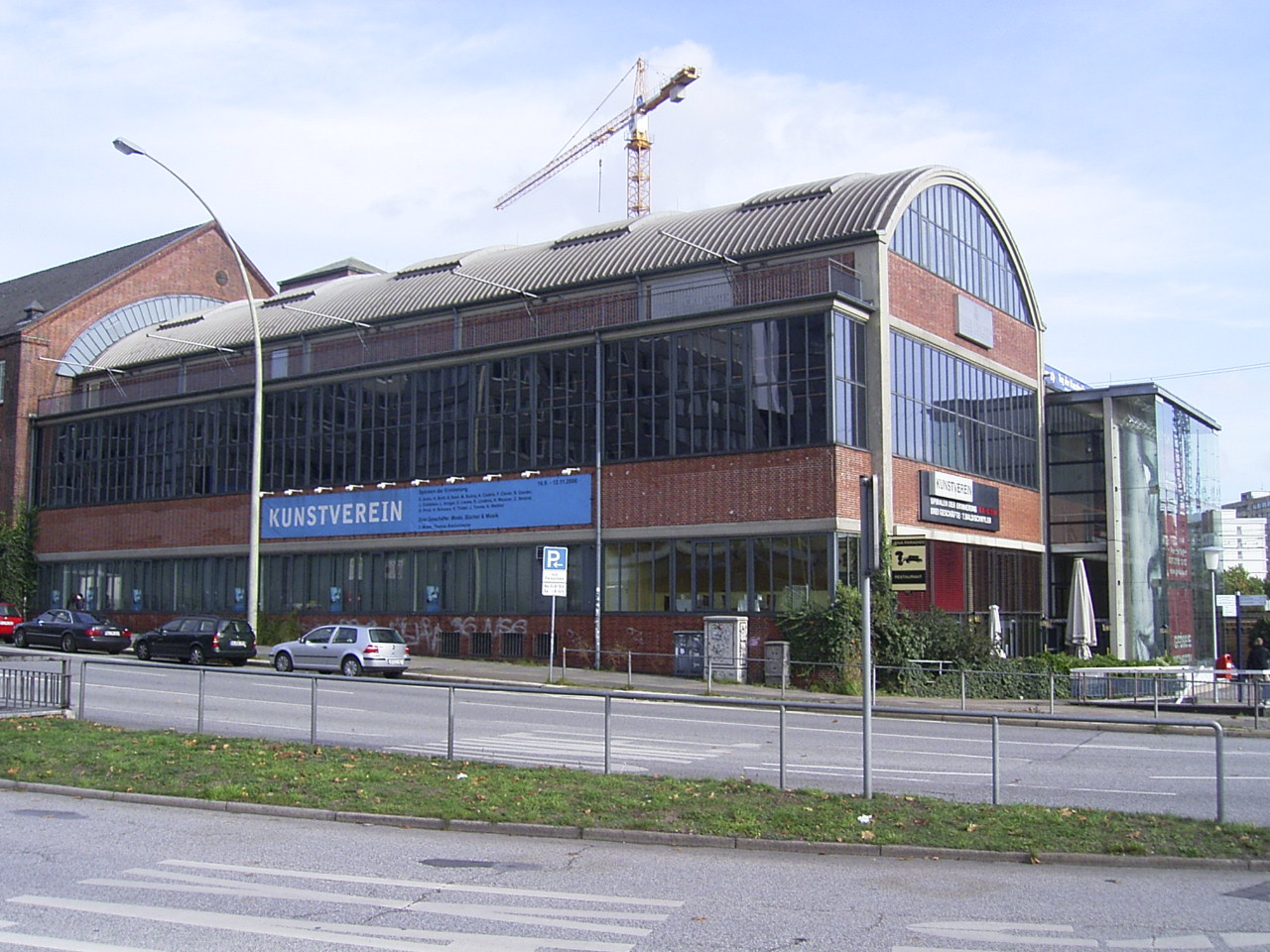
Le Kunstverein de Hambourg

Le bâtiment (Markthalle Hamburg) actuel du Kunstverein était un ancien marché couvert, qui fut transformé par la communauté d'architectes Störmer et Partenaires, Floder & Simon en hôtel moderne, sans nier les origines du lieu. Le Kunstverein occupe deux étages : le hall d'entrée au rez-de-chaussée offre de la place pour un foyer, un vestiaire et des toilettes, ainsi qu'un espace intérieur éclairé artificiellement, s'étendant sur 200 m2 pour accueillir des expositions couvertes par des ateliers et des magazines. Les bureaux des employés se trouvent sur un entresol nouvellement installé. Le premier étage est vaste de 1 000 m2, permettant des expositions à la lumière du jour. À côté de l'entrée se trouve le restaurant Pane e Tulipani, dans lequel, dans une chambre voisine se trouve l'espace de projet pour l'Art contemporain d'Oel-Früh Cabinet depuis 2014.